# Dobrovo, Slovenia
Dobrovo este o localitate din comuna Brda, Slovenia, cu o populație de 413 locuitori.